# اوکیناواسوبا

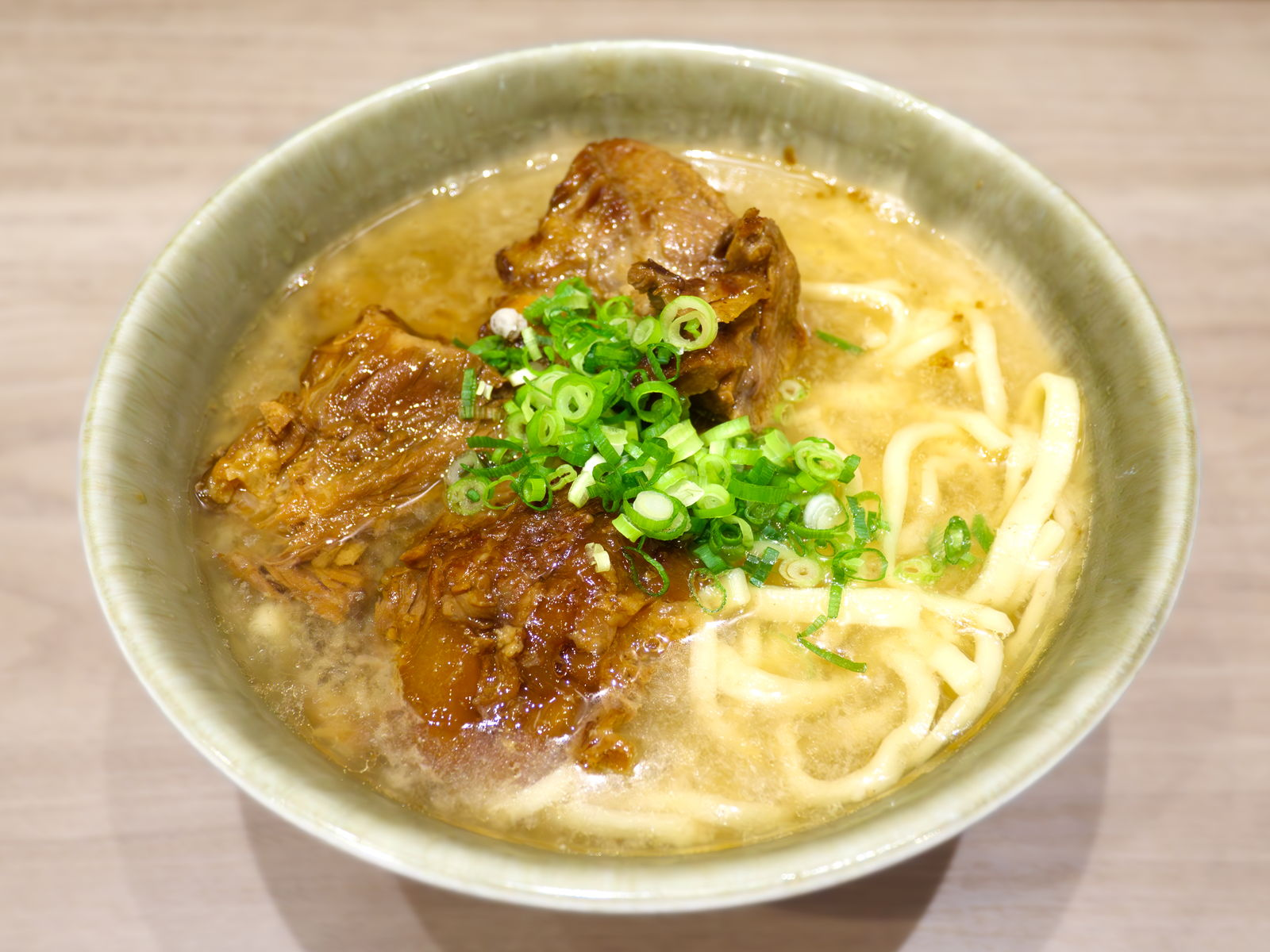
سوکی‌سوبا یکی از انواع اوکیناواسوبا

اوکیناواسوبا (به ژاپنی: 沖縄そば Okinawa soba) یکی از انواع نودل و خوراک سنتی استان اوکیناوا در ژاپن است. در داخل استان اوکیناوا تنها به نام سوبا نیز خوانده می‌شود. توسط وزارت کشاورزی، جنگلداری و شیلات (ژاپن) به عنوان یکی از صد خوراک سنتی برگزیده (ژاپن) انتخاب شده‌است. شکل ظاهری نودل به اودون شباهت دارد. 